# توکوگاوا ناری‌آتسو
توکوگاوا ناری‌آتسو ((به ژاپنی: 徳川斉敦 Tokugawa Nariatsu); ۱۶ دسامبر ۱۷۸۰ – ۲۴ اکتبر ۱۸۱۶) سامورایی و سومین رهبر گوسانکیو یک شاخه از خاندان توکوگاوا اهل ژاپن بود.